# Julius Nessler
Julius Nessler o Julius Neßler (6 juny de 1827, Kehl, Alemanya - 19 març de 1905, Durlach, Karlsruhe, Alemanya) fou un químic i enòleg alemany.

## Biografia
Fill d'un pastisser, Nessler exercí durant gairebé deu anys com a ajudant d'apotecari. A partir del 1853 estudià a la Universitat de Friburg de Brisgòvia, on es doctorà amb la tesi "Sobre un nou (compost) reactiu a l'amoníac i als alcalinoterris, sobre el comportament del iodur de mercuri amb l'amoníac" en el qual descrivia el després conegut com a reactiu de Nessler per a la detecció de l'amoníac.
Després de la seva graduació, Nessler treballà durant uns mesos com a ajudant dels químics Lambert Heinrich von Babo i Robert Wilhelm Bunsen. El 1857 començà a exercir en una planta química a prop de Karlsruhe. En col·laboració amb la Großherzogliche Zentralstelle für Landwirtschaft de Karlsruhe, Nessler fundà una planta experimental agrícola que el 1863 seria absorbida per l'estat sota el nom de Agrikultur-chemische Versuchsstation. El 1870 fou nomenat part de la junta directiva d'aquesta planta, que el 1890 tornà a canviar el seu nom pel de Landwirtschaftlich-chemische Versuchsanstalt Karlsruhe. Nessler dirigí amb èxit la institució fins a la seva jubilació el 1901, fent que aquesta adquirís una reputació que traspassava les fronteres de Baden.

## Obra
Els treballs que interessaren més Nessler foren els relacionats amb el cultiu de la vinya. Molts dels treballs experimentals sobre cultiu, adobament i malalties d'aquesta planta que publicà en revistes especialitzades resulten d'una rellevància fonamental. Publicà multitud de llibres que foren reeditats en nombroses ocasions sobre el cultiu de la vinya, la producció i maduració del vi, així com mètodes d'anàlisi d'aquest. També treballà amb el tabac, publicant notables aportacions. Una inquietud particular de Nessler fou donar xerrades als agricultors sobre els resultats del seu treball científic, utilitzant un llenguatge comprensible per ells. Amb aquesta mateixa finalitat, escriví dos llibres didàctics per al seu ús en escoles d'Agronomia, també adequats per a l'autoaprenentatge.
Nessler rebé nombrosos reconeixements al seu treball en el camp de l'agricultura. El 1870 fou nomenat catedràtic, el 1889 passà a formar part del Consell d'Estat (Hofrat) i el 1889 del Consell Privat (GeheimerHofrat). Així mateix, rebé prestigiosos guardons i membre honorari d'associacions agràries d'importància, des de 1901, també del Deutscher Weinbauverein, dedicat exclusivament al cultiu de la vinya.